# Danh sách người đoạt giải Nobel Hòa bình

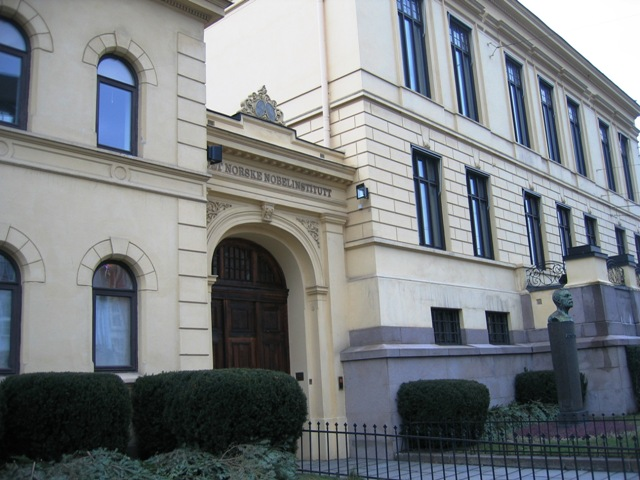
Viện Nobel Na Uy hỗ trợ Ủy ban Nobel Na Uy tuyển chọn người hoặc tổ chức đủ tiêu chuẩn đoạt giải Nobel Hòa bình và tổ chức lễ trao giải hằng năm tại Oslo.

Ủy ban Nobel Na Uy trao giải Nobel Hòa bình (tiếng Thụy Điển và tiếng Na Uy: Nobels fredspris) hằng năm dành cho "người đã có đóng góp to lớn trong việc đẩy mạnh tình đoàn kết giữa các quốc gia, trong việc giải trừ hoặc hạn chế các lực lượng vũ trang và trong việc tổ chức hay xúc tiến các hội nghị hòa bình". Theo nguyện vọng trong di chúc của Alfred Nobel, giải thưởng này do Ủy ban Nobel Na Uy quản lý và được xét tặng bởi một hội đồng gồm năm người do Quốc hội Na Uy bổ nhiệm.
Mỗi người đoạt giải nhận một huy chương, một bằng chứng nhận cùng một khoản tiền thưởng (khác nhau tùy theo năm). Đây là một trong năm giải thưởng ra đời theo bản di chúc năm 1895 của Alfred Nobel (từ trần năm 1896) và được trao để vinh danh những đóng góp tiêu biểu trong các lĩnh vực hóa học, vật lý, văn học, hòa bình, và sinh lý học hoặc y học.

## Thông tin chung
Lễ trao giải Nobel Hòa bình diễn ra tại Oslo với sự hiện diện của Quốc vương Na Uy vào ngày 10 tháng 12 hằng năm, nhân tưởng niệm ngày mất của Nobel; đây là giải Nobel duy nhất không được trao tại Stockholm. Khác với các giải thưởng còn lại, giải Nobel Hòa bình thỉnh thoảng được trao cho tổ chức (chẳng hạn như Ủy ban Chữ thập đỏ quốc tế với ba lần đoạt giải) thay vì cá nhân.
Giải Nobel Hòa bình được trao lần đầu tiên vào năm 1901 cho Frédéric Passy và Henry Dunant; hai người cùng chia đều số tiền thưởng 150.782 krona (tương đương 8.763.633 krona theo thời giá cuối năm 2020). Giải thưởng được trao lần gần đây nhất cho Nihon Hidankyo vào năm 2024.
- Linus Pauling, chủ nhân giải Nobel Hòa bình năm 1962, là người duy nhất được trao trọn vẹn hai giải Nobel (không nhận cùng với ai khác); ông đoạt giải Nobel Hóa học năm 1954.[6]
- Ở tuổi 17, Malala Yousafzai, chủ nhân giải thưởng năm 2014, là người trẻ tuổi nhất được trao giải Nobel Hòa bình.[6]
- Người phụ nữ đầu tiên được trao giải Nobel Hòa bình là Bertha von Suttner vào năm 1905. Tính đến năm 2023, trong số 111 cá nhân đoạt giải, có 19 người là nữ.[6]
- Ủy ban Chữ thập đỏ quốc tế được trao giải Nobel Hòa bình nhiều lần nhất với ba lần dành cho các hoạt động nhân đạo.[6]
- Có năm người đoạt giải Nobel Hòa bình khi đang chịu án tù hoặc bị giam giữ tại thời điểm trao giải là Carl von Ossietzky, Aung San Suu Kyi, Lưu Hiểu Ba, Ales Bialiatski và Narges Mohammadi.[6]

## Danh sách những người đoạt giải
Tính đến năm 2024, giải Nobel Hòa bình đã được trao cho 111 cá nhân và 28 tổ chức. Có 19 người phụ nữ đoạt giải Nobel Hòa bình, nhiều hơn bất kỳ giải Nobel nào khác. Chỉ có hai tổ chức đoạt giải Nobel nhiều lần là Ủy ban Chữ thập đỏ quốc tế (ba lần vào các năm 1917, 1944 và 1963) và Cao ủy Liên Hợp Quốc về người tị nạn (hai lần vào năm 1954 và 1981). Có 19 năm giải Nobel Hòa bình không được trao.
| Năm  | Người hoặc tổ chức đoạt giải (năm sinh/năm mất)                                                                    | Người hoặc tổ chức đoạt giải (năm sinh/năm mất)                                                                    | Quốc gia | Lý do | Chú thích |
| ---- | --- | --- | --- | --- | --- |
| 1901 | | Henry Dunant (1828–1910)                                                                                           | Thụy Sĩ | Nỗ lực nhân đạo để hỗ trợ thương binh và thiết lập thỏa thuận quốc tế | [ 8 ] [ 9 ] |
| 1901 | | Frédéric Passy (1822–1912)                                                                                         | Pháp | Đóng góp suốt đời cho các hội nghị hòa bình quốc tế, ngoại giao và phân xử | [ 8 ] [ 9 ] |
| 1902 | | Élie Ducommun (1833–1906)                                                                                          | Thụy Sĩ | Thư ký danh dự đầu tiên của Cơ quan thường trực hòa bình quốc tế | [ 8 ] [ 10 ] |
| 1902 | | Charles Albert Gobat (1843–1914)                                                                                   | Thụy Sĩ | Tổng thư ký đầu tiên của Liên minh Nghị viện Thế giới | [ 8 ] [ 10 ] |
| 1903 | | William Randal Cremer (1828–1908)                                                                                  | Vương quốc Anh | "Ông tổ" đầu tiên của Liên minh Nghị viện Thế giới | [ 8 ] [ 11 ] |
| 1904 | | Viện Luật Quốc tế (thành lập 1873)                                                                                 | Bỉ | Với vai trò là cơ quan phi chính thức đề ra các nguyên lý chung của khoa học pháp lý quốc tế | [ 8 ] [ 12 ] |
| 1905 | | Bertha von Suttner (1843–1914)                                                                                     | Áo-Hung | Là tác giả của Lay Down Your Arms và có đóng góp cho sự ra đời của giải thưởng | [ 8 ] [ 13 ] |
| 1906 | | Theodore Roosevelt (1858–1919)                                                                                     | Hoa Kỳ | Hòa giải thành công, đóng vai trò trong việc chấm dứt chiến tranh Nga–Nhật; sự quan tâm đến quá trình phân xử với vụ án xét xử đầu tiên tại Tòa án Trọng tài ở Hague                                                   | [ 8 ] [ 14 ] |
| 1907 | | Ernesto Teodoro Moneta (1833–1918)                                                                                 | Ý | Là lãnh đạo chủ chốt của phong trào hòa bình ở Ý | [ 8 ] [ 15 ] |
| 1907 | | Louis Renault (1843–1918)                                                                                          | Pháp | Là luật gia quốc tế hàng đầu của Pháp và là thành viên của Tòa án Trọng tài thường trực tại The Hague | [ 8 ] [ 15 ] |
| 1908 | | Klas Pontus Arnoldson (1844–1916)                                                                                  | Thụy Điển | Là người sáng lập Hiệp hội hòa bình và phán xử Thụy Điển | [ 8 ] [ 16 ] |
| 1908 | | Fredrik Bajer (1837–1922)                                                                                          | Đan Mạch | Là người ủng hộ hòa bình trên hết tại Scandinavia, kết hợp hoạt động tại Liên minh Nghị viện Thế giới cùng vị trí chủ tịch đầu tiên của Cơ quan thường trực hòa bình quốc tế                                           | [ 8 ] [ 16 ] |
| 1909 | | Auguste Beernaert (1829–1912)                                                                                      | Bỉ | Đại diện tại hai hội nghị ở Hague, và là lãnh đạo chủ chốt trong Liên minh Nghị viện Thế giới | [ 8 ] [ 17 ] |
| 1909 | | Paul Henri d'Estournelles de Constant (1852–1924)                                                                  | Pháp | Sáng lập và chủ tịch nhóm nghị sĩ Pháp tham gia phán xử quốc tế; hoạt động ngoại giao cho thỏa thuận Pháp–Đức và Pháp–Anh                                                                                              | [ 8 ] [ 17 ] |
| 1910 | | Cơ quan thường trực hòa bình quốc tế (thành lập 1891)                                                              | Thụy Sĩ | Là cầu nối giữa những xã hội hòa bình của các quốc gia khác nhau | [ 18 ] [ 19 ] |
| 1911 | | Tobias Asser (1838–1913)                                                                                           | Hà Lan | Là thành viên Tòa án Trọng tài thường trực và sáng lập Hội nghị Quốc tế về Luật cá nhân ở Den Haag | [ 8 ] [ 20 ] |
| 1911 | | Alfred Fried (1864–1921)                                                                                           | Áo-Hung | Người sáng lập Hiệp hội Hòa bình Đức | [ 8 ] [ 20 ] |
| 1912 | | Elihu Root[A] (1845–1937)                                                                                          | Hoa Kỳ | Khởi xướng nhiều thỏa ước hòa giải quốc tế; có kế hoạch thiết lập tòa án thế giới | [ 8 ] [ 21 ] |
| 1913 | | Henri La Fontaine (1854–1943)                                                                                      | Bỉ | Chủ tịch Cơ quan thường trực hòa bình quốc tế | [ 8 ] [ 22 ] |
| 1914 | Không trao giải do Chiến tranh thế giới thứ nhất                                                                   | Không trao giải do Chiến tranh thế giới thứ nhất                                                                   | Không trao giải do Chiến tranh thế giới thứ nhất                                                                   | Không trao giải do Chiến tranh thế giới thứ nhất | Không trao giải do Chiến tranh thế giới thứ nhất                                                                   |
| 1915 | Không trao giải do Chiến tranh thế giới thứ nhất                                                                   | Không trao giải do Chiến tranh thế giới thứ nhất                                                                   | Không trao giải do Chiến tranh thế giới thứ nhất                                                                   | Không trao giải do Chiến tranh thế giới thứ nhất | Không trao giải do Chiến tranh thế giới thứ nhất                                                                   |
| 1916 | Không trao giải do Chiến tranh thế giới thứ nhất                                                                   | Không trao giải do Chiến tranh thế giới thứ nhất                                                                   | Không trao giải do Chiến tranh thế giới thứ nhất                                                                   | Không trao giải do Chiến tranh thế giới thứ nhất | Không trao giải do Chiến tranh thế giới thứ nhất                                                                   |
| 1917 | | Ủy ban Chữ thập đỏ quốc tế (thành lập 1863)                                                                        | Thụy Sĩ | Nỗ lực chăm lo cho thương binh, tù nhân chiến tranh và thân nhân của họ | [ 8 ] [ 23 ] |
| 1918 | Không trao giải do Chiến tranh thế giới thứ nhất                                                                   | Không trao giải do Chiến tranh thế giới thứ nhất                                                                   | Không trao giải do Chiến tranh thế giới thứ nhất                                                                   | Không trao giải do Chiến tranh thế giới thứ nhất | Không trao giải do Chiến tranh thế giới thứ nhất                                                                   |
| 1919 | | Woodrow Wilson[A] (1856–1924)                                                                                      | Hoa Kỳ | Một trong những người thúc đẩy sự ra đời của Hội Quốc Liên | [ 8 ] [ 24 ] |
| 1920 | | Léon Bourgeois (1851–1925)                                                                                         | Pháp | Tham gia hai hội nghị Hague năm 1899 và 1907; có đóng góp to lớn và được xem là "cha đẻ linh hồn" của Hội Quốc Liên sau này                                                                                            | [ 8 ] [ 25 ] |
| 1921 | | Hjalmar Branting (1860–1925)                                                                                       | Thụy Điển | Thủ tướng Thụy Điển, đại diện Thụy Điển tại Hội Quốc Liên | [ 8 ] [ 26 ] |
| 1921 | | Christian Lous Lange (1869–1938)                                                                                   | Na Uy | Thư ký đầu tiên của Ủy ban Nobel Na Uy; tổng thư ký Liên minh Nghị viện Thế giới | [ 8 ] [ 26 ] |
| 1922 | | Fridtjof Nansen (1861–1930)                                                                                        | Na Uy | Cha đẻ của Hộ chiếu Nansen; hỗ trợ hàng triệu người Nga vượt qua nạn đói năm 1921 và người tị nạn ở Hy Lạp và Thổ Nhĩ Kỳ                                                                                               | [ 27 ] [ 28 ] |
| 1923 | Không trao giải | Không trao giải | Không trao giải | Không trao giải | Không trao giải |
| 1924 | Không trao giải | Không trao giải | Không trao giải | Không trao giải | Không trao giải |
| 1925 | | Sir Austen Chamberlain[A] (1863–1937)                                                                              | Vương quốc Anh | Tham gia Thỏa ước Locarno | [ 8 ] [ 29 ] |
| 1925 | | Charles Gates Dawes[A] (1865–1951)                                                                                 | Hoa Kỳ | Cha đẻ của Kế hoạch Dawes cho khoản bồi thường chiến tranh của Đức, nền tảng kinh tế của thỏa ước Locarno năm 1925 | [ 8 ] [ 29 ] |
| 1926 | | Aristide Briand (1862–1932)                                                                                        | Pháp | Tham gia Thỏa ước Locarno | [ 8 ] [ 30 ] |
| 1926 | | Gustav Stresemann (1878–1929)                                                                                      | Đức | Tham gia Thỏa ước Locarno | [ 8 ] [ 30 ] |
| 1927 | | Ferdinand Buisson (1841–1932)                                                                                      | Pháp | Đóng góp cho công cuộc bình thường hóa quan hệ của nhân dân hai nước Pháp–Đức | [ 8 ] [ 31 ] |
| 1927 | | Ludwig Quidde (1858–1941)                                                                                          | Đức | Đóng góp cho công cuộc bình thường hóa quan hệ của nhân dân hai nước Pháp–Đức | [ 8 ] [ 31 ] |
| 1928 | Không trao giải | Không trao giải | Không trao giải | Không trao giải | Không trao giải |
| 1929 | | Frank Billings Kellogg[A] (1856–1937)                                                                              | Hoa Kỳ | Sáng lập Công ước Kellogg–Briand, tại đây các nước ký tên đồng ý giải quyết mọi xung đột bằng biện pháp hòa bình và phản đối chiến tranh như một công cụ của chính sách quốc gia                                       | [ 8 ] [ 32 ] |
| 1930 | | Nathan Söderblom (1866–1931)                                                                                       | Thụy Điển | Lãnh đạo và vận động các giáo hội hoạt động vì thống nhất đại kết và hòa bình thế giới | [ 8 ] [ 33 ] |
| 1931 | | Jane Addams (1860–1935)                                                                                            | Hoa Kỳ | Hoạt động cải cách xã hội; lãnh đạo Liên đoàn Phụ nữ Quốc tế vì Hòa bình và Tự do | [ 8 ] [ 34 ] |
| 1931 | | Nicholas Murray Butler (1862–1947)                                                                                 | Hoa Kỳ | Tham gia thúc đẩy Công ước Kellogg–Briand; lãnh đạo mảng tổ chức của phong trào hòa bình tại Hoa Kỳ | [ 8 ] [ 34 ] |
| 1932 | Không trao giải | Không trao giải | Không trao giải | Không trao giải | Không trao giải |
| 1933 | | Sir Norman Angell[A] (1872–1967)                                                                                   | Vương quốc Anh | Thành viên Ủy ban điều hành Hội Quốc Liên; là tác giả của The Great Illusion và là một nhà báo có tầm ảnh hưởng, một nhà sư phạm vì hòa bình nói chung                                                                 | [ 35 ] |
| 1934 | | Arthur Henderson (1863–1935)                                                                                       | Vương quốc Anh | Chủ tịch hội nghị giải trừ quân bị của Hội Quốc Liên | [ 8 ] [ 36 ] [ 37 ]                                                                                                |
| 1935 | | Carl von Ossietzky[A][B] (1889–1938)                                                                               | Đức | Nhà báo đấu tranh chống lại công cuộc tái trang bị vũ khí của Đức | [ 8 ] [ 38 ] |
| 1936 | | Carlos Saavedra Lamas (1878–1959)                                                                                  | Argentina | Hòa giải kết thúc chiến tranh Chaco giữa Paraguay và Bolivia | [ 8 ] [ 39 ] |
| 1937 | | Robert Cecil (1864–1958)                                                                                           | Vương quốc Anh | Hoạt động tại Hội Quốc Liên; sáng lập và chủ tịch Cuộc vận động hòa bình quốc tế | [ 8 ] [ 40 ] |
| 1938 | | Phòng quốc tế Nansen cho các người tị nạn (1930–1939)                                                              | Hội Quốc Liên | Công cuộc hỗ trợ người tị nạn | [ 41 ] |
| 1939 | Không trao giải do Chiến tranh thế giới thứ hai                                                                    | Không trao giải do Chiến tranh thế giới thứ hai                                                                    | Không trao giải do Chiến tranh thế giới thứ hai                                                                    | Không trao giải do Chiến tranh thế giới thứ hai | Không trao giải do Chiến tranh thế giới thứ hai                                                                    |
| 1940 | Không trao giải do Chiến tranh thế giới thứ hai                                                                    | Không trao giải do Chiến tranh thế giới thứ hai                                                                    | Không trao giải do Chiến tranh thế giới thứ hai                                                                    | Không trao giải do Chiến tranh thế giới thứ hai | Không trao giải do Chiến tranh thế giới thứ hai                                                                    |
| 1941 | Không trao giải do Chiến tranh thế giới thứ hai                                                                    | Không trao giải do Chiến tranh thế giới thứ hai                                                                    | Không trao giải do Chiến tranh thế giới thứ hai                                                                    | Không trao giải do Chiến tranh thế giới thứ hai | Không trao giải do Chiến tranh thế giới thứ hai                                                                    |
| 1942 | Không trao giải do Chiến tranh thế giới thứ hai                                                                    | Không trao giải do Chiến tranh thế giới thứ hai                                                                    | Không trao giải do Chiến tranh thế giới thứ hai                                                                    | Không trao giải do Chiến tranh thế giới thứ hai | Không trao giải do Chiến tranh thế giới thứ hai                                                                    |
| 1943 | Không trao giải do Chiến tranh thế giới thứ hai                                                                    | Không trao giải do Chiến tranh thế giới thứ hai                                                                    | Không trao giải do Chiến tranh thế giới thứ hai                                                                    | Không trao giải do Chiến tranh thế giới thứ hai | Không trao giải do Chiến tranh thế giới thứ hai                                                                    |
| 1944 | | Ủy ban Chữ thập đỏ quốc tế[A] (thành lập 1863)                                                                     | Thụy Sĩ | Các hoạt động to lớn trong cuộc chiến vì lợi ích con người | [ 42 ] [ 43 ] |
| 1945 | | Cordell Hull (1871–1955)                                                                                           | Hoa Kỳ | Đấu tranh chống lại chủ nghĩa biệt lập tại gia, nỗ lực thành lập khối hòa bình chung của các nước tại lục địa châu Mỹ, và là một trong những người khởi xướng thành lập Liên Hợp Quốc                                  | [ 44 ] [ 45 ] |
| 1946 | | Emily Greene Balch (1867–1961)                                                                                     | Hoa Kỳ | Việc làm tại Liên đoàn Phụ nữ Quốc tế vì Hòa bình và Tự do | [ 46 ] |
| 1946 | | John Raleigh Mott (1865–1955)                                                                                      | Hoa Kỳ | Thành lập và củng cố các tổ chức học sinh Thiên Chúa Kháng Cách quốc tế thúc đẩy hòa bình | [ 46 ] |
| 1947 | | Phái Giáo hữu, đại diện bởi Hội đồng hỗ trợ bè bạn và Ủy ban hỗ trợ bè bạn Hoa Kỳ (bắt đầu từ giữa những năm 1600) | Hoa Kỳ & Vương quốc Anh                                                                                            | Công cuộc hỗ trợ và giải cứu các nạn nhân của chủ nghĩa phát xít | [ 47 ] [ 48 ] |
| 1948 | Không trao giải do "không có ứng viên còn sống nào phù hợp". (Tưởng niệm Mahatma Gandhi, người bị ám sát ở Ấn Độ.) | Không trao giải do "không có ứng viên còn sống nào phù hợp". (Tưởng niệm Mahatma Gandhi, người bị ám sát ở Ấn Độ.) | Không trao giải do "không có ứng viên còn sống nào phù hợp". (Tưởng niệm Mahatma Gandhi, người bị ám sát ở Ấn Độ.) | Không trao giải do "không có ứng viên còn sống nào phù hợp". (Tưởng niệm Mahatma Gandhi, người bị ám sát ở Ấn Độ.) | Không trao giải do "không có ứng viên còn sống nào phù hợp". (Tưởng niệm Mahatma Gandhi, người bị ám sát ở Ấn Độ.) |
| 1949 | | Lord Boyd Orr (1880–1971)                                                                                          | Vương quốc Anh | Các nghiên cứu khoa học về dinh dưỡng và việc làm dưới chức Tổng giám đốc Tổ chức Lương thực và Nông nghiệp Liên Hợp Quốc                                                                                              | [ 50 ] |
| 1950 | | Ralph Bunche (1904–1971)                                                                                           | Hoa Kỳ | Trung gian hòa bình, giải quyết xung đột giữa Ả Rập Xê Út và Israel tại Palestine | [ 51 ] |
| 1951 | | Léon Jouhaux (1879–1954)                                                                                           | Pháp | Việc làm về bình đẳng xã hội và bình thường hóa quan hệ Pháp–Đức | [ 52 ] |
| 1952 | | Albert Schweitzer[A] (1875–1965)                                                                                   | Pháp | Thành lập Bệnh viên Lambarene ở Gabon; truyền bá lòng quý trọng cuộc sống, nền tảng chính của một nền hòa bình lâu dài giữa các cá nhân, quốc gia và chủng tộc                                                         | [ 53 ] |
| 1953 | | George Catlett Marshall Jr. (1880–1959)                                                                            | Hoa Kỳ | Công tác cho sự hồi phục của châu Âu sau chiến tranh | [ 54 ] |
| 1954 | | Cao ủy Liên Hợp Quốc về người tị nạn[A] (thành lập 1950)                                                           | Liên Hợp Quốc | Bảo vệ người tị nạn, các cộng đồng bị cưỡng chế và những người mất tư cách công dân; hỗ trợ tình nguyện hồi hương, hội nhập địa phương hoặc tái định cư tại một nước thứ ba                                            | [ 55 ] |
| 1955 | Không trao giải | Không trao giải | Không trao giải | Không trao giải | Không trao giải |
| 1956 | Không trao giải | Không trao giải | Không trao giải | Không trao giải | Không trao giải |
| 1957 | | Lester B. Pearson (1897–1972)                                                                                      | Canada | Tham gia hỗ trợ chấm dứt cuộc khủng hoảng kênh đào Suez và nỗ lực giải quyết vấn đề Trung Đông thông qua Liên Hợp Quốc                                                                                                 | [ 56 ] |
| 1958 | | Dominique Pire (1910–1969)                                                                                         | Bỉ | Nỗ lực giúp đỡ người tị nạn tại châu Âu hậu Chiến tranh thế giới thứ hai | [ 8 ] [ 57 ] |
| 1959 | | Philip Noel-Baker (1889–1982)                                                                                      | Vương quốc Anh | Nỗ lực suốt đời vì hòa bình và hợp tác quốc tế | [ 58 ] |
| 1960 | | Albert John Lutuli[A] (1898–1967)                                                                                  | Nam Phi | Vai trò trong cuộc đấu tranh bất bạo động chống chủ nghĩa Apartheid tại Nam Phi | [ 8 ] [ 59 ] |
| 1961 | | Dag Hammarskjöld[C] (1905–1961)                                                                                    | Thụy Điển | Việc làm nhằm củng cố những nền tảng của Liên Hợp Quốc | [ 8 ] [ 60 ] |
| 1962 | | Linus Pauling[A] (1901–1994)                                                                                       | Hoa Kỳ | Nhà khoa học vận động cấm thử vũ khí hạt nhân | [ 61 ] |
| 1963 | | Ủy ban Chữ thập đỏ quốc tế (thành lập 1863)                                                                        | Thụy Sĩ | Việc làm nhằm bảo vệ nhân quyền trong 100 năm tồn tại của ICRC | [ 62 ] |
| 1963 | Liên hiệp các Hội Chữ thập đỏ quốc tế (thành lập 1919)                                                             | | Thụy Sĩ | Việc làm nhằm bảo vệ nhân quyền trong 100 năm tồn tại của ICRC | [ 62 ] |
| 1964 | | Martin Luther King, Jr. (1929–1968)                                                                                | Hoa Kỳ | Nhà vận động đấu tranh bất bạo động để chống lại bất bình đẳng sắc tộc | [ 63 ] |
| 1965 | | Quỹ Nhi đồng Liên Hợp Quốc (UNICEF) (thành lập 1946)                                                               | Liên Hợp Quốc | Nỗ lực nhằm cung cấp viện trợ nhân đạo và phát triển cho trẻ em trên thế giới | [ 64 ] |
| 1966 | Không trao giải | Không trao giải | Không trao giải | Không trao giải | Không trao giải |
| 1967 | Không trao giải | Không trao giải | Không trao giải | Không trao giải | Không trao giải |
| 1968 | | René Cassin (1887–1976)                                                                                            | Pháp | Việc làm tại Tòa án nhân quyền châu Âu; biên soạn bản dự thảo đầy đủ đầu tiên của Tuyên ngôn Quốc tế Nhân quyền | [ 65 ] |
| 1969 | | Tổ chức Lao động Quốc tế (thành lập 1919)                                                                          | Liên Hợp Quốc | Cải thiện tình anh em và hòa bình giữa các quốc gia, theo đuổi việc làm bền vững và công lý cho người lao động; cung cấp hỗ trợ chuyên môn cho các quốc gia đang phát triển khác                                       | [ 66 ] |
| 1970 | | Norman Borlaug (1914–2009)                                                                                         | Hoa Kỳ | Đóng góp cho cuộc "cách mạng xanh" với những tác động đến sản xuất thực phẩm, đặc biệt tại châu Á và châu Mỹ Latinh | [ 8 ] [ 67 ] |
| 1971 | | Willy Brandt (1913–1992)                                                                                           | Đức | Nỗ lực đẩy mạnh hợp tác tại Tây Âu thông qua Cộng đồng Kinh tế châu Âu; bình thường hóa quan hệ với Đông Đức và các quốc gia khác tại Đông Âu                                                                          | [ 68 ] |
| 1972 | Không trao giải | Không trao giải | Không trao giải | Không trao giải | Không trao giải |
| 1973 | | Henry Kissinger (1923–2023)                                                                                        | Hoa Kỳ | Đồng tác giả Hiệp định Paris 1973, dẫn đến lệnh ngừng bắn trong chiến tranh Việt Nam và lực lượng Hoa Kỳ rút khỏi Việt Nam                                                                                             | [ 8 ] [ 69 ] |
| 1973 | | Lê Đức Thọ[D] (1911–1990)                                                                                          | Việt Nam Dân chủ Cộng hòa                                                                                          | Đồng tác giả Hiệp định Paris 1973, dẫn đến lệnh ngừng bắn trong chiến tranh Việt Nam và lực lượng Hoa Kỳ rút khỏi Việt Nam                                                                                             | [ 8 ] [ 69 ] |
| 1974 | | Seán MacBride (1904–1988)                                                                                          | Cộng hòa Ireland                                                                                                   | Quan tâm mạnh mẽ về quyền con người khi dẫn Công ước châu Âu về Nhân quyền thông qua Ủy hội châu Âu; hỗ trợ sáng lập và là lãnh đạo của Tổ chức Ân xá quốc tế; là Tổng thư ký của Ủy ban Luật gia Quốc tế              | [ 8 ] [ 70 ] |
| 1974 | | Satō Eisaku (1901–1975)                                                                                            | Nhật Bản | Nỗ lực nhằm từ bỏ vũ khí hạt nhân tại Nhật Bản và bình thường hóa quan hệ khu vực | [ 8 ] [ 70 ] |
| 1975 | | Andrei Dmitrievich Sakharov[E] (1921–1989)                                                                         | Liên Xô | Nhà khoa học đấu tranh vì nhân quyền, giải trừ quân bị và hợp tác giữa tất cả các quốc gia | [ 71 ] |
| 1976 | | Betty Williams (1943–2020)                                                                                         | Vương quốc Anh | Đồng sáng lập Phong trào hòa bình Bắc Ireland, một tổ chức cổ vũ giải pháp hòa bình cho cuộc xung đột vũ trang tại Bắc Ireland                                                                                         | [ 72 ] |
| 1976 | | Mairead Corrigan (sinh 1944)                                                                                       | Vương quốc Anh | Đồng sáng lập Phong trào hòa bình Bắc Ireland, một tổ chức cổ vũ giải pháp hòa bình cho cuộc xung đột vũ trang tại Bắc Ireland                                                                                         | [ 72 ] |
| 1977 | | Tổ chức Ân xá quốc tế (thành lập 1961)                                                                             | Vương quốc Anh | Bảo vệ quyền con người của các tù nhân lương tâm | [ 8 ] [ 73 ] |
| 1978 | | Anwar Al-Sadad (1918–1981)                                                                                         | Ai Cập | Dành cho hiệp ước Trại David, mang lại hòa bình qua đàm phán giữa Ai Cập và Israel | [ 74 ] |
| 1978 | | Menachem Begin (1913–1992)                                                                                         | Israel | Dành cho hiệp ước Trại David, mang lại hòa bình qua đàm phán giữa Ai Cập và Israel | [ 74 ] |
| 1979 | | Mẹ Teresa (1910–1997)                                                                                              | Ấn Độ | Vận động đấu tranh vượt qua đói nghèo và túng quẫn, thứ cấu thành nên một mối nguy hại đối với hòa bình | [ 75 ] |
| 1980 | | Adolfo Pérez Esquivel (sinh 1931)                                                                                  | Argentina | Nỗ lực bảo vệ quyền con người và phản đối nền độc tài quân sự–dân sự cuối cùng của Argentina | [ 8 ] [ 76 ] |
| 1981 | | Cao ủy Liên Hợp Quốc về người tị nạn (thành lập 1950)                                                              | Liên Hợp Quốc | Các hoạt động, việc làm hữu hiệu và không ngừng đối với người tị nạn | [ 77 ] |
| 1982 | | Alva Myrdal (1902–1986)                                                                                            | Thụy Điển | Những việc làm cao quý trong các cuộc đàm phán giải trừ quân bị của Liên Hợp Quốc; đóng vai trò quan trọng trong các cuộc đàm phán và được quốc tế công nhận                                                           | [ 78 ] [ 79 ] |
| 1982 | | Alfonso García Robles (1911–1991)                                                                                  | México | Những việc làm cao quý trong các cuộc đàm phán giải trừ quân bị của Liên Hợp Quốc; đóng vai trò quan trọng trong các cuộc đàm phán và được quốc tế công nhận                                                           | [ 78 ] [ 79 ] |
| 1983 | | Lech Wałęsa (sinh 1943)                                                                                            | Ba Lan | Đóng góp và hy sinh cá nhân đáng kể để đảm bảo quyền của người lao động được thành lập các tổ chức của riêng mình | [ 80 ] |
| 1984 | | Desmond Tutu (sinh 1931)                                                                                           | Nam Phi | Là nhà lãnh đạo thống nhất trong chiến dịch giải quyết vấn đề Apartheid tại Nam Phi | [ 81 ] |
| 1985 | | Hiệp hội Y sĩ Quốc tế Phòng ngừa Chiến tranh hạt nhân (thành lập 1980)                                             | Hoa Kỳ | Dành cho những thông tin có căn cứ chính xác của Hiệp hội; tạo ra ý thức về những hậu quả thảm khốc của chiến tranh hạt nhân                                                                                           | [ 82 ] |
| 1986 | | Elie Wiesel (1928–2016)                                                                                            | Hoa Kỳ | Nỗ lực không ngừng nghỉ và có tiếng nói chống lại bạo lực, đàn áp và phân biệt chủng tộc | [ 83 ] |
| 1987 | | Óscar Arias (sinh 1940)                                                                                            | Costa Rica | Đề xướng thỏa thuận hòa bình tại Trung Mỹ, nỗ lực dẫn đến thỏa thuận được ký kết tại Guatemala vào ngày 7 tháng 8 năm đó                                                                                               | [ 84 ] |
| 1988 | | Lực lượng gìn giữ hòa bình Liên Hợp Quốc (thành lập 1945)                                                          | Liên Hợp Quốc | Những nỗ lực vốn đã mang lại đóng góp quan trọng đối với việc hiện thực hóa một trong những nguyên lý cơ bản nhất của Liên Hợp Quốc                                                                                    | [ 85 ] [ 86 ] |
| 1989 | | Đăng-châu Gia-mục-thố (sinh 1935)                                                                                  | Ấn Độ (sinh ở Tây Tạng)                                                                                            | Đấu tranh bất bạo động vì tự do của Tây Tạng và ủng hộ các giải pháp hòa bình dựa trên lòng khoan dung và sự tôn trọng lẫn nhau để giữ gìn những di sản về lịch sử và văn hóa của con người                            | [ 88 ] [ 89 ] |
| 1990 | | Mikhail Sergeyevich Gorbachyov (1931–2022)                                                                         | Liên Xô | Góp phần chấm dứt Chiến tranh Lạnh và bình thường hoá quan hệ giữa Liên Xô và phương Tây. Đóng vai trò then chốt trong tiến trình hòa bình mà đến nay đã giúp định rõ được những phần quan trọng của cộng đồng quốc tế | [ 90 ] |
| 1991 | | Aung San Suu Kyi[F] (sinh 1945)                                                                                    | Myanmar | Đấu tranh bất bạo động vì dân chủ và quyền con người | [ 91 ] |
| 1992 | | Rigoberta Menchú (sinh 1959)                                                                                       | Guatemala | Hoạt động vì bình đẳng xã hội và hòa giải văn hóa dân tộc dựa trên sự tôn trọng các quyền của người bản địa | [ 92 ] |
| 1993 | | Nelson Mandela (1918–2013)                                                                                         | Nam Phi | Chấm dứt chế độ phân biệt chủng tộc Apartheid trong hòa bình và thành lập nền móng cho một nền cộng hòa dân chủ ở Nam Phi                                                                                              | [ 93 ] |
| 1993 | | Frederik Willem de Klerk (1936–2021)                                                                               | Nam Phi | Chấm dứt chế độ phân biệt chủng tộc Apartheid trong hòa bình và thành lập nền móng cho một nền cộng hòa dân chủ ở Nam Phi                                                                                              | [ 93 ] |
| 1994 | | Yasser Arafat (1929–2004)                                                                                          | Palestine | Vinh danh một hành động chính trị kêu gọi sự can đảm tuyệt vời của cả hai bên, giúp mở ra cơ hội cho công cuộc phát triển mới theo hướng tình hữu nghị tại Trung Đông                                                  | [ 94 ] |
| 1994 | | Yitzhak Rabin (1922–1995)                                                                                          | Israel | Vinh danh một hành động chính trị kêu gọi sự can đảm tuyệt vời của cả hai bên, giúp mở ra cơ hội cho công cuộc phát triển mới theo hướng tình hữu nghị tại Trung Đông                                                  | [ 94 ] |
| 1994 | | Shimon Peres (1923–2016)                                                                                           | Israel | Vinh danh một hành động chính trị kêu gọi sự can đảm tuyệt vời của cả hai bên, giúp mở ra cơ hội cho công cuộc phát triển mới theo hướng tình hữu nghị tại Trung Đông                                                  | [ 94 ] |
| 1995 | | Joseph Rotblat (1908–2005)                                                                                         | Ba Lan | Nỗ lực giảm bớt vai trò của vũ khí hạt nhân trong chính trị quốc tế, và loại bỏ hoàn toàn loại vũ khí này về lâu dài                                                                                                   | [ 95 ] |
| 1995 | | Hội nghị Pugwash về Khoa học và các Vấn đề của Thế giới                                                            | Canada | Nỗ lực giảm bớt vai trò của vũ khí hạt nhân trong chính trị quốc tế, và loại bỏ hoàn toàn loại vũ khí này về lâu dài                                                                                                   | [ 95 ] |
| 1996 | | Carlos Filipe Ximenes Belo (sinh 1948)                                                                             | Đông Timor | Hoạt động hướng đến một giải pháp công bằng và hòa bình cho cuộc xung đột ở Đông Timor | [ 96 ] |
| 1996 | | José Ramos-Horta (sinh 1949)                                                                                       | Đông Timor | Hoạt động hướng đến một giải pháp công bằng và hòa bình cho cuộc xung đột ở Đông Timor | [ 96 ] |
| 1997 | | Tổ chức Quốc tế cấm mìn (thành lập 1992)                                                                           | Thụy Sĩ | Những nỗ lực vận động cấm và quét sạch mìn sát thương | [ 97 ] |
| 1997 | | Jody Williams (sinh 1950)                                                                                          | Hoa Kỳ | Những nỗ lực vận động cấm và quét sạch mìn sát thương | [ 97 ] |
| 1998 | | John Hume (1937–2020)                                                                                              | Cộng hòa Ireland                                                                                                   | Nỗ lực tìm kiếm giải pháp hòa bình cho cuộc xung đột ở Bắc Ireland | [ 98 ] |
| 1998 | | David Trimble (1944–2022)                                                                                          | Vương quốc Anh | Nỗ lực tìm kiếm giải pháp hòa bình cho cuộc xung đột ở Bắc Ireland | [ 98 ] |
| 1999 | | Tổ chức Bác sĩ không biên giới                                                                                     | Thụy Sĩ | Vinh danh các hoạt động nhân đạo tiên phong trên các châu lục | [ 99 ] |
| 2000 | | Kim Dae-jung (1924–2009)                                                                                           | Hàn Quốc | Hoạt động vì dân chủ và nhân quyền tại Hàn Quốc và khu vực Đông Á nói chung; hòa bình và hòa giải với Cộng hòa Dân chủ Nhân dân Triều Tiên nói riêng                                                                   | [ 100 ] |
| 2001 | | Liên Hợp Quốc | Liên Hợp Quốc | Việc làm vì một thế giới trật tự và hòa bình hơn | [ 101 ] |
| 2001 | | Kofi Annan (1938–2018)                                                                                             | Ghana | Việc làm vì một thế giới trật tự và hòa bình hơn | [ 101 ] |
| 2002 | | Jimmy Carter (1924–2024)                                                                                           | Hoa Kỳ | Nỗ lực không mệt mỏi trong nhiều thập kỷ để tìm giải pháp hòa bình cho các cuộc xung đột quốc tế, để thúc đẩy dân chủ, nhân quyền và sự phát triển kinh tế–xã hội                                                      | [ 102 ] |
| 2003 | | Shirin Ebadi (sinh 1947)                                                                                           | Iran | Nỗ lực vì dân chủ và nhân quyền, tập trung đặc biệt vào cuộc đấu tranh cho quyền phụ nữ và quyền trẻ em | [ 103 ] |
| 2004 | | Wangari Muta Maathai (1940–2011)                                                                                   | Kenya | Đóng góp cho sự phát triển bền vững, dân chủ và hòa bình | [ 104 ] |
| 2005 | | Cơ quan Năng lượng Nguyên tử Quốc tế (thành lập 1957)                                                              | Liên Hợp Quốc | Nỗ lực ngăn chặn năng lượng hạt nhân sử dụng cho mục đích quân sự; đảm bảo rằng năng lượng hạt nhân cho mục đích hòa bình được sử dụng theo cách an toàn nhất có thể                                                   | [ 105 ] |
| 2005 | | Mohamed ElBaradei (sinh 1942)                                                                                      | Ai Cập | Nỗ lực ngăn chặn năng lượng hạt nhân sử dụng cho mục đích quân sự; đảm bảo rằng năng lượng hạt nhân cho mục đích hòa bình được sử dụng theo cách an toàn nhất có thể                                                   | [ 105 ] |
| 2006 | | Muhammad Yunus (sinh 1940)                                                                                         | Bangladesh | Thúc đẩy cơ hội phát triển kinh tế và xã hội cho người nghèo, đặc biệt là phụ nữ, thông qua hoạt động tín dụng vi mô tiên phong                                                                                        | [ 106 ] |
| 2006 | | Ngân hàng Grameen (thành lập 1983)                                                                                 | Bangladesh | Thúc đẩy cơ hội phát triển kinh tế và xã hội cho người nghèo, đặc biệt là phụ nữ, thông qua hoạt động tín dụng vi mô tiên phong                                                                                        | [ 106 ] |
| 2007 | | Ủy ban Liên chính phủ về Biến đổi Khí hậu (thành lập 1988)                                                         | Liên Hợp Quốc | Nỗ lực xây dựng và phổ biến kiến thức về biến đổi khí hậu do con người gây ra, và đặt nền tảng cho các biện pháp cần thiết để chống lại sự thay đổi như vậy                                                            | [ 107 ] |
| 2007 | | Al Gore (sinh 1948)                                                                                                | Hoa Kỳ | Nỗ lực xây dựng và phổ biến kiến thức về biến đổi khí hậu do con người gây ra, và đặt nền tảng cho các biện pháp cần thiết để chống lại sự thay đổi như vậy                                                            | [ 107 ] |
| 2008 | | Martti Ahtisaari (1937–2023)                                                                                       | Phần Lan | Những nỗ lực đặc biệt tại nhiều châu lục trong hơn ba thập kỷ để giải quyết các xung đột quốc tế | [ 108 ] |
| 2009 | | Barack Obama (sinh 1961)                                                                                           | Hoa Kỳ | Nỗ lực phi thường để tăng cường đối ngoại quốc tế và hợp tác giữa các dân tộc | [ 109 ] |
| 2010 | | Lưu Hiểu Ba[G] (1955–2017)                                                                                         | Trung Quốc | Vì cuộc đấu tranh trường kỳ và bất bạo động nhằm đòi nhân quyền cơ bản ở Trung Quốc | [ 110 ] |
| 2011 | | Ellen Johnson Sirleaf (sinh 1938)                                                                                  | Liberia | Cho cuộc đấu tranh bất bạo động vì sự an toàn của phụ nữ và quyền phụ nữ trong việc tham gia xây dựng hòa bình | [ 111 ] |
| 2011 | | Leymah Gbowee (sinh 1972)                                                                                          | Liberia | Cho cuộc đấu tranh bất bạo động vì sự an toàn của phụ nữ và quyền phụ nữ trong việc tham gia xây dựng hòa bình | [ 111 ] |
| 2011 | | Tawakkul Karman (sinh 1979)                                                                                        | Yemen | Cho cuộc đấu tranh bất bạo động vì sự an toàn của phụ nữ và quyền phụ nữ trong việc tham gia xây dựng hòa bình | [ 111 ] |
| 2012 | | Liên minh châu Âu (thành lập 1958)                                                                                 | Liên minh châu Âu                                                                                                  | Những đóng góp hơn 60 năm vào việc thúc đẩy hòa bình và hòa giải, dân chủ và nhân quyền tại châu Âu | [ 112 ] |
| 2013 | | Tổ chức Cấm Vũ khí Hóa học (thành lập 1997)                                                                        | Hà Lan | Những nỗ lực sâu rộng để loại bỏ vũ khí hóa học | [ 114 ] |
| 2014 | | Kailash Satyarthi (sinh 1954)                                                                                      | Ấn Độ | Cho cuộc đấu tranh chống lại sự đàn áp trẻ em và thanh thiếu niên, và quyền được học hành của tất cả trẻ em | [ 115 ] |
| 2014 | | Malala Yousafzai (sinh 1997)                                                                                       | Pakistan | Cho cuộc đấu tranh chống lại sự đàn áp trẻ em và thanh thiếu niên, và quyền được học hành của tất cả trẻ em | [ 115 ] |
| 2015 | | Bộ tứ Đối thoại Quốc gia Tunisia (2013–2014)                                                                       | Tunisia | Những đóng góp lớn cho việc xây dựng và duy trì nền dân chủ ở Tunisia sau cuộc cách mạng hoa nhài năm 2011 | [ 116 ] |
| 2016 | | Juan Manuel Santos (sinh 1951)                                                                                     | Colombia | Những nỗ lực tiên quyết đem cuộc nội chiến kéo dài hơn 50 năm tại Colombia đến kết cuộc, một cuộc chiến đã cướp đi sinh mạng của ít nhất 220.000 người Colombia và làm gần sáu triệu người mất nhà cửa                 | [ 117 ] |
| 2017 | | Chiến dịch quốc tế nhằm loại bỏ vũ khí hạt nhân (thành lập 2007)                                                   | Thụy Sĩ | Công tác thu hút sự quan tâm đến hậu quả thảm khốc của bất kỳ việc sử dụng vũ khí hạt nhân nào, và những nỗ lực đột phá để đạt được một lệnh cấm sử dụng các vũ khí tương tự trên cơ sở thỏa thuận                     | [ 118 ] |
| 2018 | | Denis Mukwege (sinh 1955)                                                                                          | Cộng hòa Dân chủ Congo                                                                                             | Nỗ lực nhằm chấm dứt việc sử dụng bạo lực tình dục làm công cụ của chiến tranh và xung đột vũ trang | [ 119 ] |
| 2018 | | Nadia Murad (sinh 1993)                                                                                            | Iraq | Nỗ lực nhằm chấm dứt việc sử dụng bạo lực tình dục làm công cụ của chiến tranh và xung đột vũ trang | [ 119 ] |
| 2019 | | Abiy Ahmed (sinh 1976)                                                                                             | Ethiopia | Những nỗ lực để giành được hòa bình và hợp tác quốc tế, đặc biệt là sáng kiến kiên định nhằm giải quyết cuộc xung đột biên giới với nước láng giềng Eritrea                                                            | [ 120 ] |
| 2020 | | Chương trình Lương thực Thế giới (thành lập 1961)                                                                  | Liên Hợp Quốc | Những nỗ lực chống lại nạn đói; những cống hiến cho hòa bình ở các khu vực tranh chấp và hành động ngăn chặn việc sử dụng nạn đói làm vũ khí của chiến tranh và xung đột                                               | [ 121 ] |
| 2021 | | Maria Ressa (sinh 1963)                                                                                            | Philippines | Những nỗ lực để bảo vệ quyền tự do ngôn luận, một điều kiện tiên quyết cho dân chủ và hòa bình lâu dài | [ 122 ] |
| 2021 | | Dmitry Muratov (sinh 1961)                                                                                         | Nga | Những nỗ lực để bảo vệ quyền tự do ngôn luận, một điều kiện tiên quyết cho dân chủ và hòa bình lâu dài | [ 122 ] |
| 2022 | | Ales Bialiatski[H] (sinh 1962)                                                                                     | Belarus | Cho việc thúc đẩy quyền phản biện quyền lực và bảo vệ các quyền cơ bản của công dân, cùng với nỗ lực đáng chú ý trong việc ghi nhận hành vi tội ác chiến tranh, lạm dụng nhân quyền và quyền lực                       | [ 123 ] |
| 2022 | | Memorial (thành lập 1989)                                                                                          | Nga | Cho việc thúc đẩy quyền phản biện quyền lực và bảo vệ các quyền cơ bản của công dân, cùng với nỗ lực đáng chú ý trong việc ghi nhận hành vi tội ác chiến tranh, lạm dụng nhân quyền và quyền lực                       | [ 123 ] |
| 2022 | | Trung tâm Tự do Dân sự (thành lập 2007)                                                                            | Ukraina | Cho việc thúc đẩy quyền phản biện quyền lực và bảo vệ các quyền cơ bản của công dân, cùng với nỗ lực đáng chú ý trong việc ghi nhận hành vi tội ác chiến tranh, lạm dụng nhân quyền và quyền lực                       | [ 123 ] |
| 2023 | | Narges Mohammadi (sinh 1972)                                                                                       | Iran | Nỗ lực đấu tranh chống áp bức phụ nữ tại Iran, thúc đẩy nhân quyền và tự do cho tất cả mọi người | [ 124 ] |
| 2024 | | Nihon Hidankyo (thành lập 1956)                                                                                    | Nhật Bản | Vì những nỗ lực hướng tới một thế giới không có vũ khí hạt nhân và vì đã chứng minh thông qua lời khai nhân chứng rằng vũ khí hạt nhân không nên được sử dụng lần nữa                                                  | [ 125 ] |